# Pedro Amat
Pedro Amat Fontanals (Terrassa, 13 luglio 1940) è un ex hockeista su prato spagnolo.
Ha rappresentato la Spagna ai Giochi olimpici di Roma 1960.
I fratelli di Francisco, Jaime e Juan sono tutti stati hockeisti su prato olimpici.

## Palmarès
- Giochi olimpici

Roma 1960: bronzo.